# Скотт, Уолтер, из Бранксхолма и Баклю
Сэр Уолтер Скотт, 1-й (феодальный) барон Бранксхолма, 3-й (феодальный) барон Баклю (англ. Sir Walter Scott, 1st of Branxholme, 3rd of Buccleuch; около 1495 года — убит 4 октября 1552 года), известный как «Злой Уот» — шотландский пограничный дворянин и глава клана Скотт, который недолго служил хранителем средней марки. Он был «закоренелым английским ненавистником» , активным в войнах, известных как Грубое ухаживание, и известным пограничным рейвером. Он был убит на Главной улице Эдинбурга во время вражды с кланом Керр в 1552 году . Его правнуком был сэр Уолтер Скотт, 1-й лорд Скотт из Баклю, «Смелый Баклю» (1565—1611), пограничный рейвер, известный своей ролью в спасении Кинмонта Вилли Армстронга.

## Ранняя жизнь
Вальтер Скотт был сыном сэра Вальтера Скотта из Баклю, 2-го из Баклю, и Элизабет Керр (? — 1548), дочери Уолтера Керра из Сессфорда. Старший сэр Уолтер сменил своего деда, Дэвида Скотта, 1-го из Баклю, на посту барона Бранксхолма в 1492 году и умер до 15 апреля 1504 года.
Младший Уолтер был посвящен в рыцари в битве при Флоддене 9 сентября 1513 года, где он потерял многих своих сородичей. Он был назван наследником своего отца 27 октября 1517 года и был назначен управляющим землями аббатства Мелроуз в 1519 году, должность, которая вскоре стала наследственной и была подтверждена в Риме в 1525 году.
Вальтер Скотт был заключен в Эдинбурге в 1524 году после спора с Маргарет Тюдор, вдовой короля Якова IV, относительно её приданого земли в Эттрикском лесу, но он бежал в том же году и солидаризируется с противной стороны её бывшего мужа Арчибальда Дугласа, 6-го графа Ангуса, и Мэтью Стюарта, 4-го графа Леннокса. Он получил помилование 9 мая 1526 года за попытку захватить графа Аррана.
Позже в том же году молодой король Яков V заручился помощью Вальтера Скотта, чтобы освободиться от опеки группировки Дугласа, возглавляемой графом Ангусом. Вальтер Скотт повел 600 копей, чтобы перехватить короля и его свиту, в которую входили Керры из Ферниерста и Сессфорда, но был разбит силами графа Ангуса в битве при Мелроузе, близ Дарника 25 июля. Скотты потеряли 100 человек и были отброшены, преследуемые Керрами по горячим следам. В погоне всадник на службе Скотта убил Керра из Сессфорда, что привело к кровавой вражде между Керрами и Скоттами, которая завершилась 26 годами позже убийством Скотта. Вальтер Скотт был заключен в тюрьму в замке Блэкнесс за свою роль в этом деле под наказание в размере 10 000 шотландских фунтов стерлингов, но он был помилован 10 февраля 1528 года и Актом парламента 5 сентября 1528 года.
В октябре 1532 года граф Нортумберленд сжег Бранксхолм Тауэр, и Баклю в ответ направил 3000 копий в грозный набег на Англию. В 1535 году его обвинили в помощи английскому лорду-хранителю лорду Дакру, а также в сожжении замка Каверс и Денхольма. Он находился под охраной в Эдинбурге 19 апреля 1535 года по воле короля, но был освобожден до 13 мая 1536 года, хотя снова заключен в тюрьму в 1540 году.

## Браки и дети
Скотт женился сначала, до 4 сентября 1523 года, на Элизабет Кармайкл, которая умерла до 1530 года. У них было двое сыновей:
- Дэвид Скотт, которому его отец передал земли и баронства Бранксхолм, Ранкилберн, Экфорд и Кинкурд, 20 октября 1528 года. Он умер до 1544 года, не будучи женатым.
- Сэр Уильям Скотт из Кинкурда (умер в мае 1552 года), который женился на Гризел, второй дочери Джона Битона из Крейха, сестре третьей жены своего отца. Отец сэра Вальтера Скотта, 4-го из Баклю (ок. 1549 — 17 апреля 1574). Дед Вальтера Скотта, 1-го лорда Скотта из Баклю (1565—1611).

В недолгой попытке разрешить вражду Скотта и Керра в 1530 году овдовевший сэр Уолтер женился на своей второй жене Джанет Керр, дочери Эндрю Керра из Фернихирста, вдовы Джорджа Тернбулла из Бедрула. У них не было детей. Они развелись, и в 1555 году она все ещё жила.
Где-то до июня 1544 года он женился на своей третьей жене, Джанет Битон или Бетун (1519—1569), дочери Джона Битона из Крейча, вдовы сэра Джеймса Криктона из Крэнстон-Ридела и разведённой жены Саймона Престона из Крейгмиллара. Их детьми были:
- Уолтер
- Дэвид
- Джанет
- Гризел, которая вышла замуж за Уильяма Бортвика, 6-го лорда Бортвика
- Маргарет

Позже дама Джанет Битон поддержала союз Джеймса Хепберна, графа Ботвелла, и Марии Стюарт, королевы Шотландии, и, как говорили, повлияла на них с помощью колдовства.

## Грубое ухаживание
После смерти Якова V в 1542 году Вальтер Скотт был среди тех, кто выступал против предложенного брака малолетней Марии, королевы Шотландии, с принцем Эдуардом, сыном короля Англии Генриха VIII, и принял активное участие в войнах с Англией, позже известных как Грубое ухаживание.
В 1543 году он был назначен хранителем замка Ньюарк на девятнадцать лет. В 1545 году Вальтер Скотт присоединился к маловероятному союзу графов Аррана (Джеймса Гамильтона) и Ангуса (Арчибальда Дугласа) против вторгшихся англичан, предводимых Ральфом Эйром. В битве при Анкрум-Муре возглавил отряд пограничников в засаде и сыграл важную роль в разгроме английских войск. Его знаменитый тёзка упомянул эти события в известной балладе, переведенной на русский язык Жуковским.
Скотт также участвовал в битве при Пинки 10 сентября 1547 года. После поражения Шотландии Скотт подчинился Эдуарду VI Тюдору, королю Англии, с согласия регента Аррана, но в 1548 году англичане взяли и сожгли Ньюарк. Мать Скотта, Элизабет Керр, была сожжена заживо, когда 19 октября 1548 года англичане обстреляли Кэтслэкскую башню.
В 1550 году Скотт был назначен хранителем средних марок, а в 1551 году — хранителем и юстициарием Лиддесдейла.

## Убийство
Вальтер Скотт шел по главной улице Эдинбурга 4 октября 1552 года, когда на него напала банда Керров и их слуг. Джон Хьюм из Колденнауэса пронзил Скотта своим мечом", крича на Удар одного из Керров! Я наношу удар ради их отца!", и когда раненого Скотта обнаружили живым, его тело неоднократно кололи ножом, пока он не умер. Ему наследовал его внук, также называемый сэр Вальтер Скотт (ок. 1549—1574), сын Уильяма Скотта из Кинкурда и отец сэра Вальтера Скотта, 1-го лорда Скотта из Баклю, «Смелого Баклю» (1565—1611).

## Репрезентация в художественной литературе
Вальтер Скотт играет значительную роль в историческом фантастическом сериале «Хроники Лаймонда» Дороти Даннетт. Он появляется в первом романе серии, «Игра королей», и его смерть является ключевым сюжетным моментом в третьем романе серии «Беспорядочные рыцари».